# Andy Díaz
Andy Díaz Hernández, född 25 december 1995 på Kuba, är en italiensk friidrottare som tävlar i tresteg.

## Karriär
Díaz blev Diamond League-mästare i tresteg såväl 2022 som 2023. Vid OS 2024 tog han brons i tresteg.